# Vernonia suprafastigiata
Vernonia suprafastigiata là một loài thực vật có hoa trong họ Cúc. Loài này được Klatt miêu tả khoa học đầu tiên năm 1896.